# Municipio de Miller (condado de Huntingdon)
El municipio de Miller (en inglés, Miller Township) es un municipio del condado de Huntingdon, Pensilvania, Estados Unidos. Tiene una población estimada, a mediados de 2021, de 456 habitantes.

## Geografía
Está ubicado en las coordenadas 40°34′32″N 77°52′17″O / 40.57556, -77.87139 (40.575488, -77.871256).

## Demografía
Según la Oficina del Censo, en 2000 los ingresos medios de los hogares eran de $37,283 y los ingresos medios de las familias eran de $42,000. Los hombres tenían ingresos medios por $32,292 frente a los $30,625 que percibían las mujeres. Los ingresos per cápita eran de $17,680. Alrededor del 6.8% de la población estaba por debajo del umbral de pobreza.
De acuerdo con la estimación 2016-2020 de la Oficina del Censo, los ingresos medios de los hogares son de $71,250 y los ingresos medios de las familias son de $71,667. Alrededor del 8.0% de la población está por debajo del umbral de pobreza.